# サレジオ小学校・中学校
サレジオ小学校・中学校（サレジオしょうがっこう・ちゅうがっこう）は、東京都小平市上水南町に所在し、小中一貫教育を提供する私立小学校・中学校。

## 概要
戦後、戦災孤児を保護する目的で設立された児童養護施設である東京サレジオ学園（後に財団法人を経て社会福祉法人となる）に併設される形で、1947年に東京サレジオ学園小学校が、1948年に東京サレジオ学園中学校が設立を認可された。その後、1951年より、小学校と中学校は学校法人東京サレジオ学園の運営となり、1963年には学校法人育英学院との合併が行われ、校名の変更が行われた。現在、同学園に入居する児童は地域の小学校へ通学するよう制度変更されたため、サレジオ小学校は一般から募集された児童のみを教育している。一方でサレジオ中学校は、同施設に入居している中学生と一般入学した生徒が共に学ぶ体制をとる。なお、小学校は男女共学で、中学校は男子校である。

## 沿革
- 1946年（昭和21年） - 東京都練馬区高松町に東京サレジオ学園が開校
- 1947年（昭和22年） - 2月・東京サレジオ学園小学校の設置認可。5月・現校地に移転
- 1948年（昭和23年） - 東京サレジオ学園中学校の設置認可。
- 1951年（昭和26年） - 学校法人東京サレジオ学園設置許可。
- 1963年（昭和38年） - 学校法人育英学院と合併。サレジオ小学校・中学校に改称。
- 1990年（平成2年） - 小学校の一般募集開始。
- 1993年（平成5年） - 新校舎が落成。

## クラブ
全員参加が原則である。
- 球技部
- サッカー部
- バレーボール部
- 美術部
- 軽音楽部
- オルガン部

## 進路
併設の高等学校が存在しないため、中学校卒業後は高等学校などの各上級学校に進学するなど、進路は多様である。なお、系列校のサレジオ工業高等専門学校への推薦入学制度が存在し、若干名が同校に進学する。

## アクセス
国分寺駅北口から
- 1・3番乗り場 京王バス小平団地行き・立川バス全方面で「情報通信研究機構前」
- 2番乗り場 銀河鉄道小平駅南口行きで「サレジオ通り」

武蔵小金井駅北口から
- 5番乗り場 京王バス小平団地行きで「情報通信研究機構前」